# Vesturi á Eiðistadion
Het Vesturi á Eiðistadion is een multifunctioneel stadion in Vágur, een plaats op het zuidelijke eiland van de Faeröer.
Het stadion werd geopend in 1924. In het stadion is plaats voor 3.000 toeschouwers. Er zijn echter maar een paar honderd zitplekken. Het stadion wordt vooral gebruikt voor voetbalwedstrijden, de voetbalclub FC Suðuroy maakt gebruik van dit stadion. In het stadion ligt een kunstgrasveld.